# Rychta (Hlinsko)
Bývalá rychta v Hlinsku se nalézá na Jungmannově ulici v městě Hlinsko v okrese Chrudim pod kostelem Narození Panny Marie. Budova rychty je od roku 1958 chráněna jako nemovitá kulturní památka ČR.

## Historie
Rychta v Hlinsku představuje poslední doklad roubené patrové rychty v oblasti Hlinska. V budově fungovala v letech 1970–1986 restaurace.
Budova byla v roce 1986 postižena požárem. Následně probíhaly opravy domu, které byly až do roku 2013 byly monitorovány Památkovým ústavem. Podle památkového katalogu došlo v roce 2013 k přerušení rekonstrukce a nejsou známy další záměry majitele objektu.

## Popis
Rychta v Hlinsku je jednopatrový dům se zděným přízemím a roubeným patrem, nalézající se pod kostelem Narození Panny Marie, ke kterému od domu vede schodiště. Pravá část zděného přízemí byla určena pro chlév a chlívky, levá strana sloužila jako skladiště a kupecký obchod. 
Patro je roubené a sloužilo jako bytový prostor. Na delší straně domu, která tvoří průčelí rychty, je v prostřední třetině patra vysazená na krakorcích dřevěná pavlač.
Pod dřevěnou pavlačí se nalézají dva vchody do přízemí. Třetí, původně hlavní vchod do rychty, je již mimo pavlač a je chráněn stříškou v podobě polovičního nízkého jehlanu, krytého šindelem. Tento vchod má kamenné ostění půlkruhovitě zaklenuté a dvoukřídlové dveře. Roubené stěny v patře mají bíle natírané spárování. Okna v roubeném patře jsou členěná do šesti tabulek. 
Střecha je valbová, krytá šindelem, s protáhlými vikýři osvětlujícími půdní prostor, který byl novodobě upraven pro bytové účely.

## Galerie

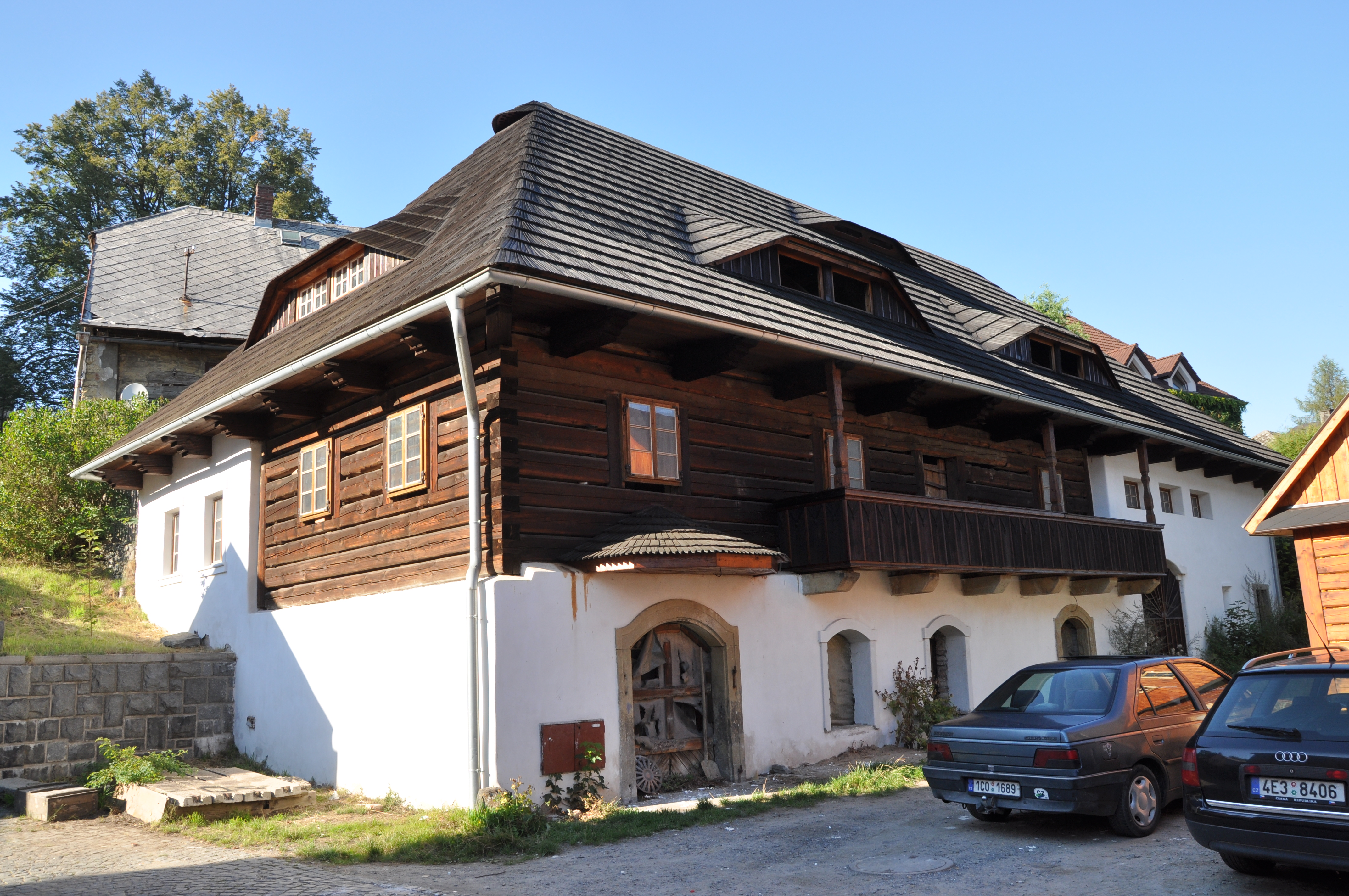
Rychta v Hlinsku – stav v roce 2013